# Seeqpod
Seeqpod war eine US-amerikanische Websuchmaschine für Audio- und Videodateien. Sie durchsuchte dabei das gesamte Internet und lieferte die Links zum gesuchten Inhalt. Die Dateien waren jedoch nicht direkt herunterladbar. Der Nutzer konnte sich Wiedergabelisten zusammenstellen, diese speichern und später wieder aufrufen.

## Geschichte und Hintergrund
Die Such- und Empfehlungstechnologie von SeeqPod wurde durch einen biomimetischen Algorithmus verankert, der ursprünglich am Lawrence Berkeley National Lab unter dem Namen GenoPharm entwickelt wurde.
Der Algorithmus von GenoPharm imitierte die Art und Weise, wie ein Biologe in der biomedizinischen Literatur nach Verbindungen zwischen Genen sucht. Das System, das als Add-on für ein biologisches Gehirn dienen soll, ermöglicht es Forschern, indirekte Verbindungen zwischen Genen und Therapien zu finden, die bisher noch nie bemerkt wurden. Dies beschleunigte den Forschungsprozess und ermöglichte es Biologen, in wenigen Minuten das zu tun, was normalerweise Tage gedauert hätte.
Die Plattenfirmen Warner Music Group, Elektra Records und Rhino Records reichten Anfang 2008 eine Klage wegen Urheberrechtsverletzung gegen SeeqPod ein. Obwohl das Grundkonzept der Plattform darin besteht, die über die Suchmaschine Google auffindbaren Medien optisch aufzubereiten und in Playlists zur Verfügung zu stellen, ist die rechtliche Seite dieses Konzepts umstritten.
Aufgrund der wirtschaftlichen Bedingungen und der Rechtsstreitigkeiten beantragte SeeqPod am 1. April 2009 einen Insolvenzschutz. Seit dem 24. April 2009 ist SeeqPod über das Internet nicht mehr erreichbar, sondern bot nur noch eine API für Entwickler an, seit Dezember 2011 ist der SeeqPod-Dienst nicht mehr verfügbar.
Im April 2010 soll Bloson die Domain von SeeqPod und die Kontaktinformationen seiner Nutzerschaft, die rund 4 Millionen Nutzern entspricht, übernommen haben.

## Rechtliche Kontroverse
Obwohl die Internetsite keine Optionen zum Herunterladen der Inhalte bot, war es mit etwas Fachwissen oder geeigneter Software für den Anwender möglich, auf die Audio- und Video-Dateien zuzugreifen und sie lokal abzuspeichern.

## Verwendung
Die Musiksuche mittels SeeqPod ist unter anderem war Amarok ab Version 2.0 integriert und für Songbird ab Version 1.0 als Add-on verfügbar.

## Auszeichnung
2008 erhielt SeeqPod dem R&D Magazine den R&D 100 Award 2008 in der Kategorie Software.